# Talpa romana
Talpa romana là một loài động vật có vú trong họ Talpidae, bộ Soricomorpha. Loài này được Thomas mô tả năm 1902.